# エミグレ (企業)
エミグレ（Emigre）は、アメリカ合衆国カリフォルニア州バークレーの活字製作所。エミグレ・グラフィックス（Emigre Graphics）とも呼ばれる。ルディ・バンダーランス（Rudy VanderLans）とズザーナ・リッコ（Zuzana Licko）によって設立された。フランス語から転化した移民を意味する英単語 émigréとは違い、Emigreにダイアクリティカルマークはつかない。
エミグレは独立した活字製作所として1984年に設立され、印刷機器のメーカーと協力することなく独自に書体の開発を行ってきた。また、1984年から2005年の間、社名を冠したエミグレ誌（Emigre magazine）を発行していた。
1980年代後半から1990年代にかけての黄金期には、斬新な書体が立て続けにエミグレから発表された。雑誌ではそれらの書体デザインの可能性を示し、またグラフィック表現の斬新さから有名になった。エミグレは奇抜な書体を開発するメーカーという印象を抱かれがちだが、1990年代後半からは古典回帰の片鱗を見せ始め、優雅な印象のセリフ体ミセス・イーブスなどを発売し始めた。また、リガチャー（飾り文字）を作り込んだ書体や、ディングバット（絵文字）書体などを多く発売している。
エミグレはグラフィックデザイン関連の本の出版も行っている。

## 書体
下記はエミグレ書体の一例。
- トリプレックス（Triplex, 1989）
- エクゾセット（Exocet, 1991）
- メイソン（Mason, 1992, ジョナサン・バーンブルックが開発）
- サバーバン（Suburban, 1993）
- ドグマ（Dogma, 1994）
- フィロソフィア（Filosofia, 1996, ボドニをベースに開発）
- ミセス・イーブス（Mrs Eaves, 1996, バスカーヴィルをベースに開発）
- ヒプノピーディア（Hypnopaedia, 1997, 同じ文字を4つ組み合わせた装飾用のフォント）
- トリビュート（Tribute, 2003, フランク・ハイネが開発）